# 早稲田大学早稲田キャンパス

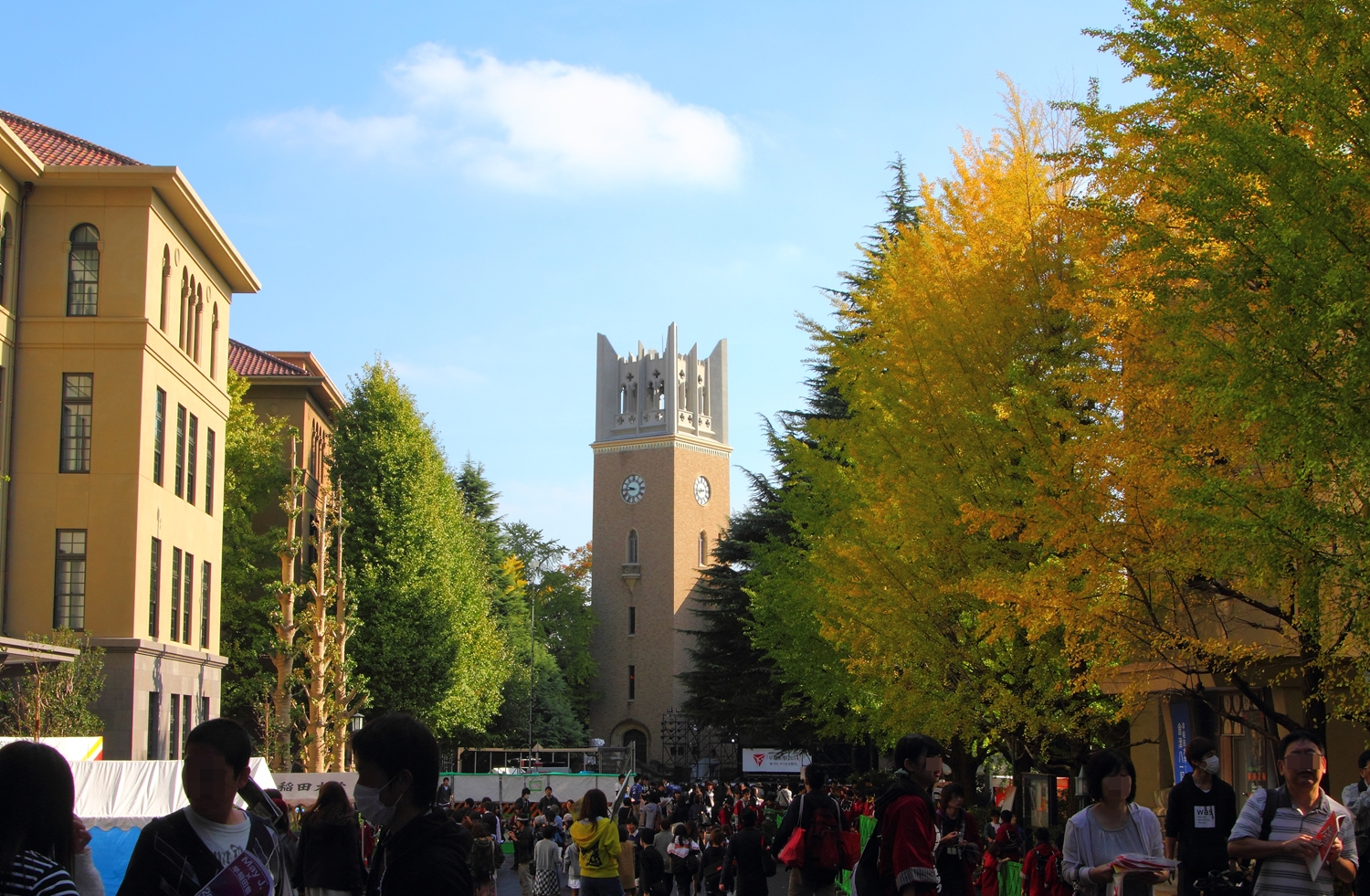
早稲田キャンパス

早稲田大学早稲田キャンパス（わせだだいがく わせだキャンパス）は、東京都新宿区西早稲田一丁目6番に所在する早稲田大学のキャンパスである。略称は早稲キャン。通称は本キャン。

## 概要
早稲田キャンパスは東京専門学校の開校の地であり、現在、早稲田大学のメインのキャンパスとなっている。キャンパス構内には、大隈講堂、政治経済学部、法学部、商学部、国際教養学部、社会科学部、教育学部の各学部棟、各研究施設などがある。敷地面積は124,671平方メートル。

## 歴史

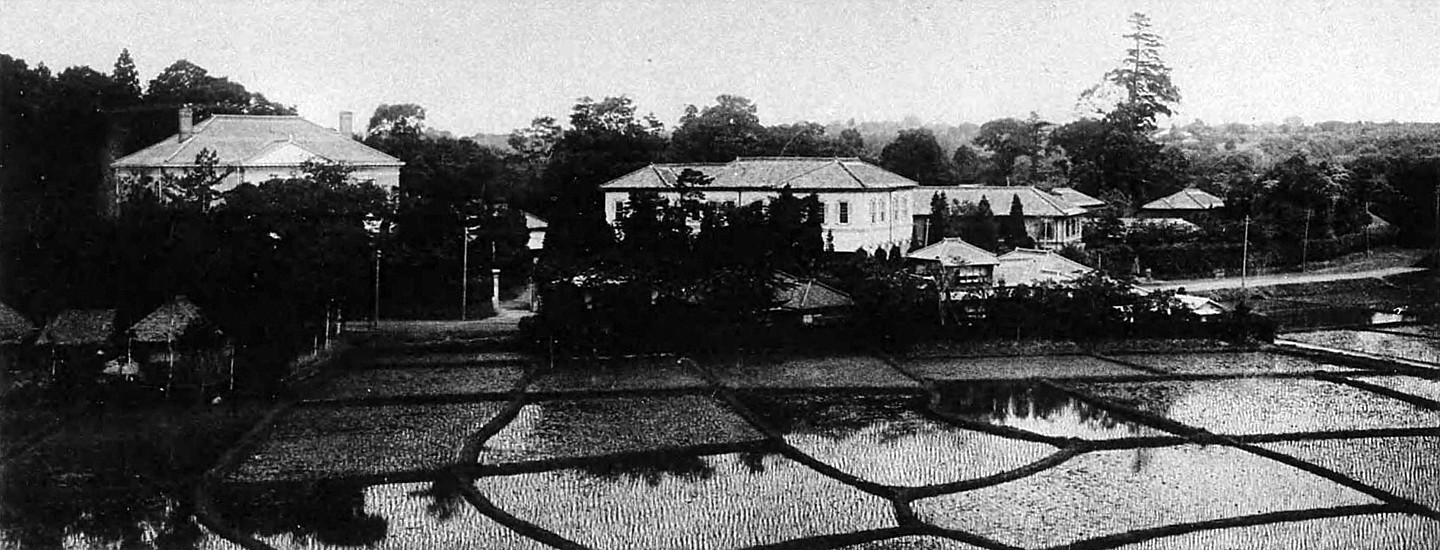
1890年頃の東京専門学校

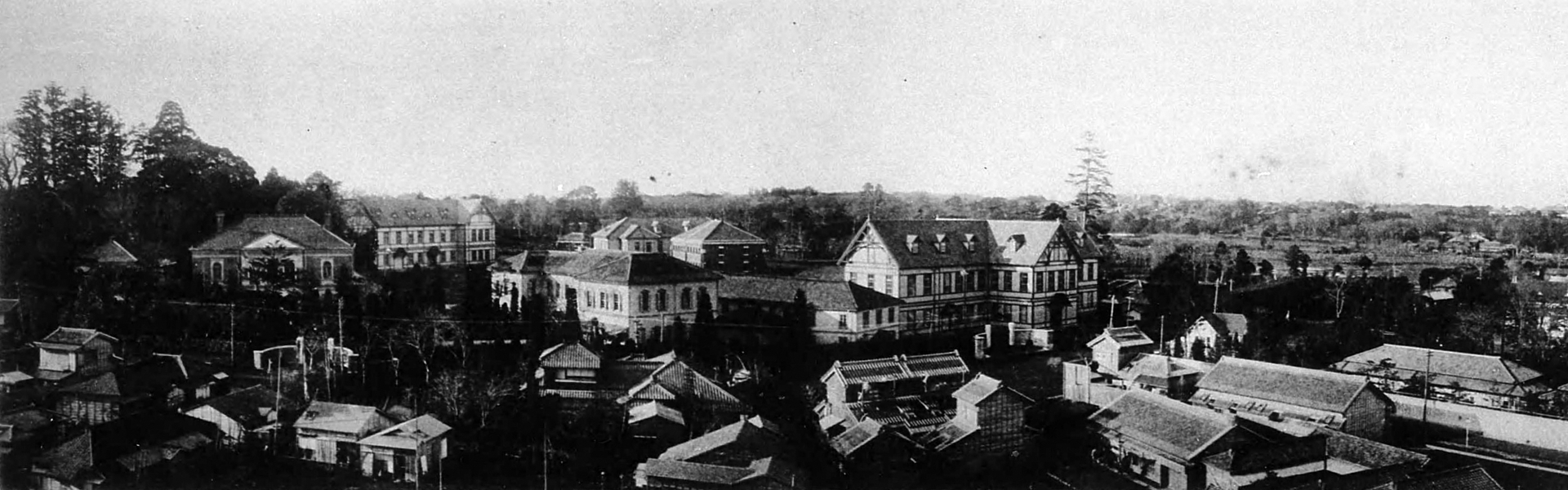
1902年頃の早稲田大学

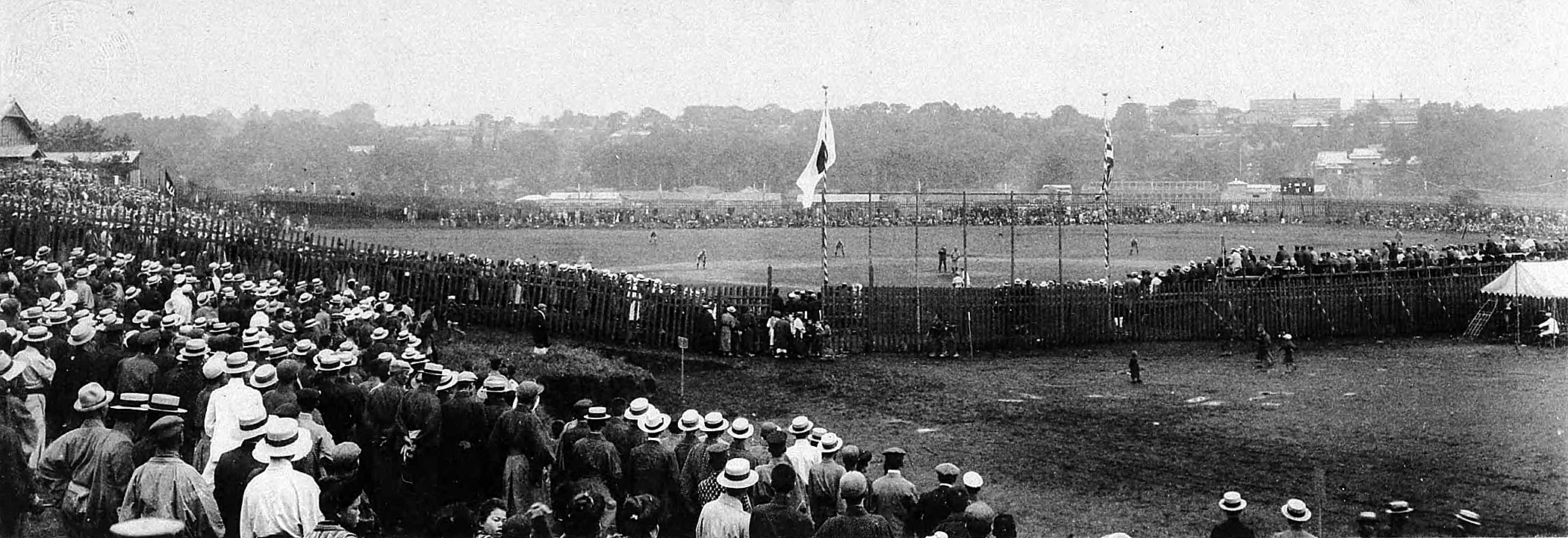
1908年頃の戸塚球場

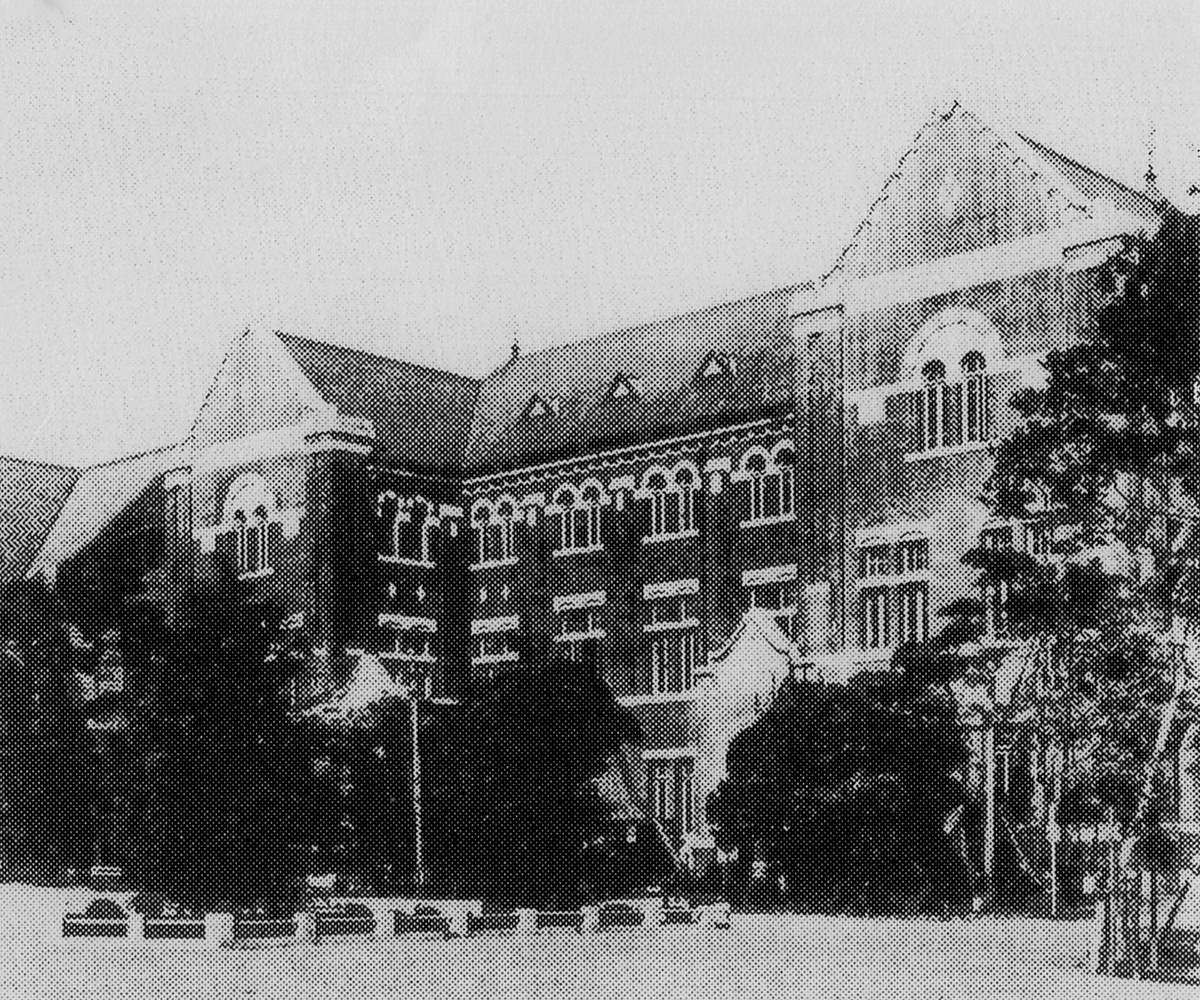
恩賜記念館

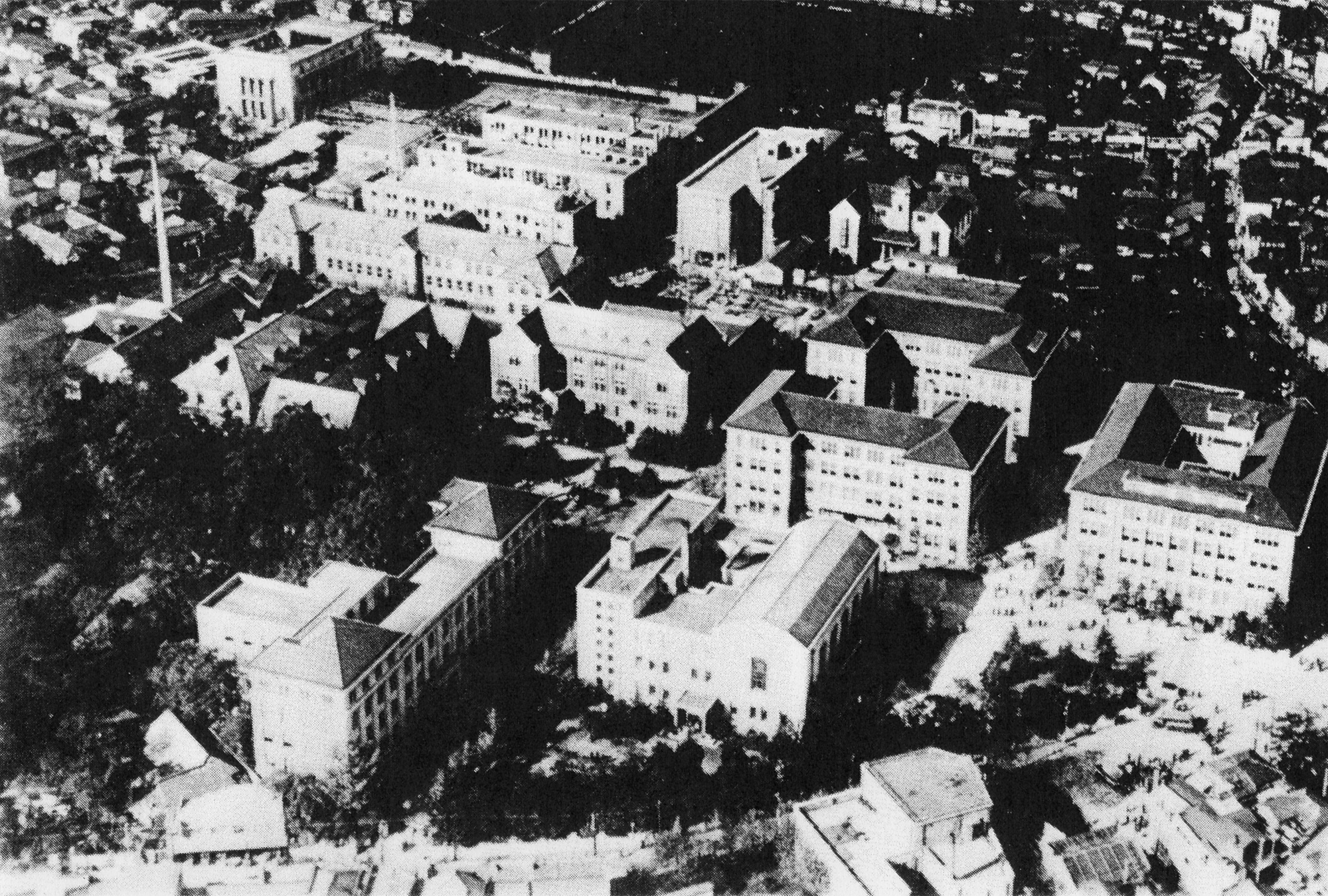
昭和初期の早稲田キャンパス全景

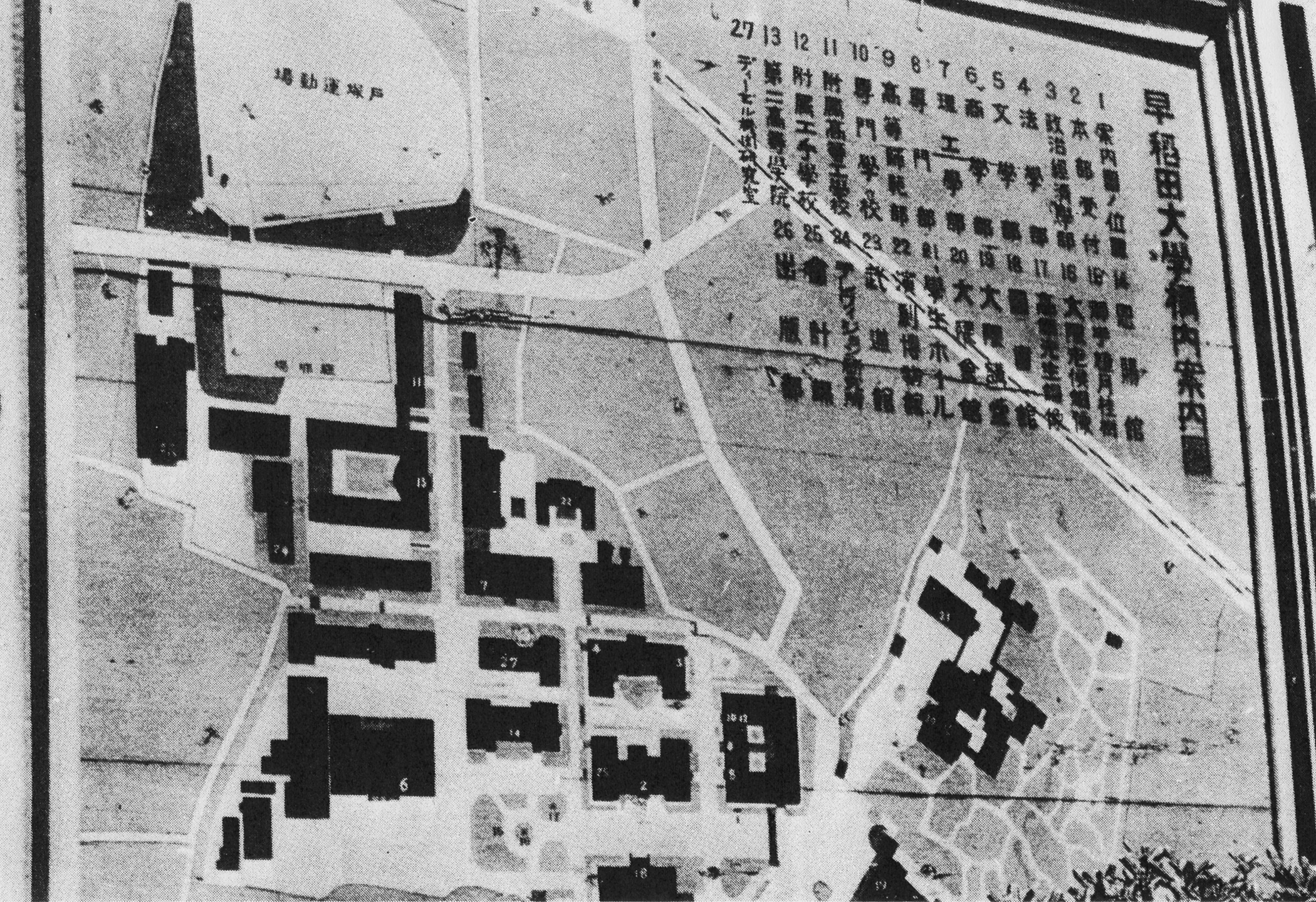
構内案内図（昭和10年代）

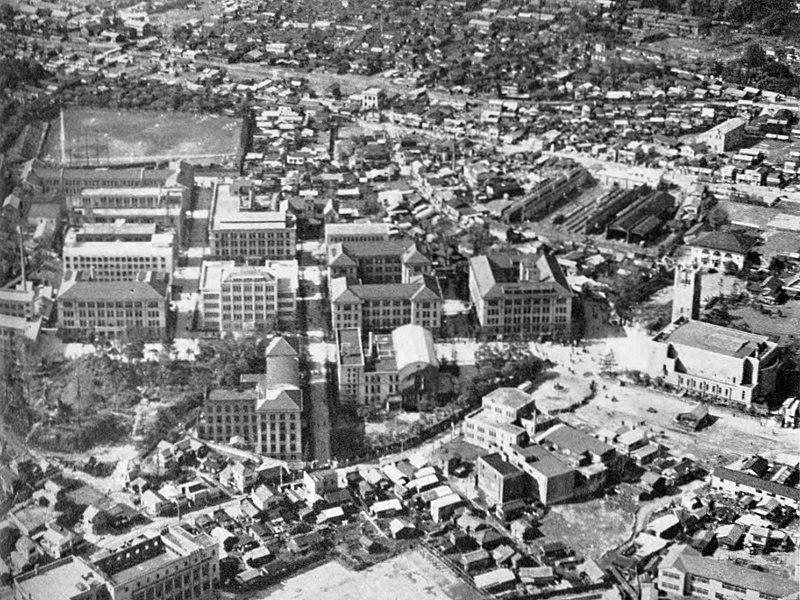
早稲田キャンパス全景（1953年）

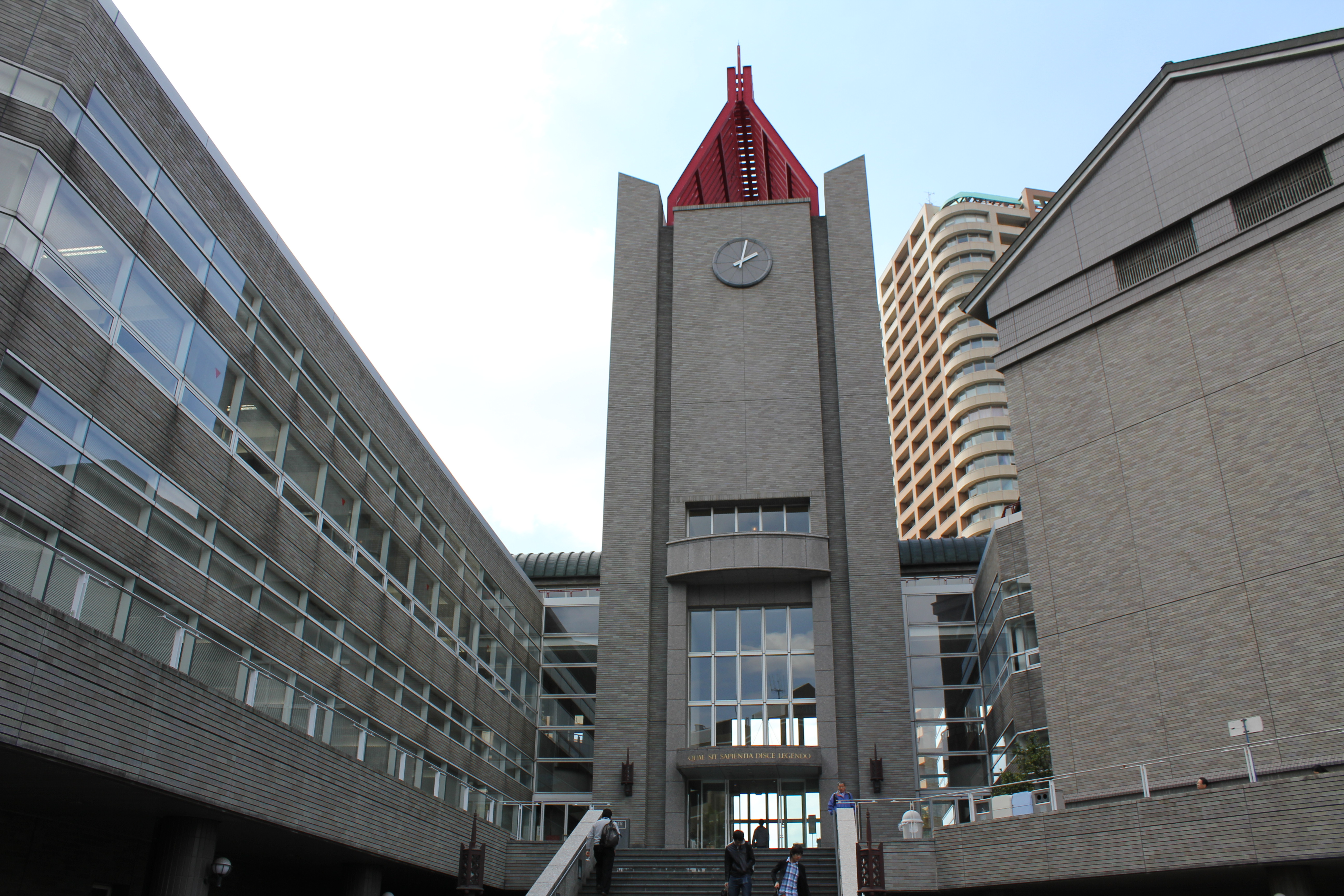
早稲田大学図書館

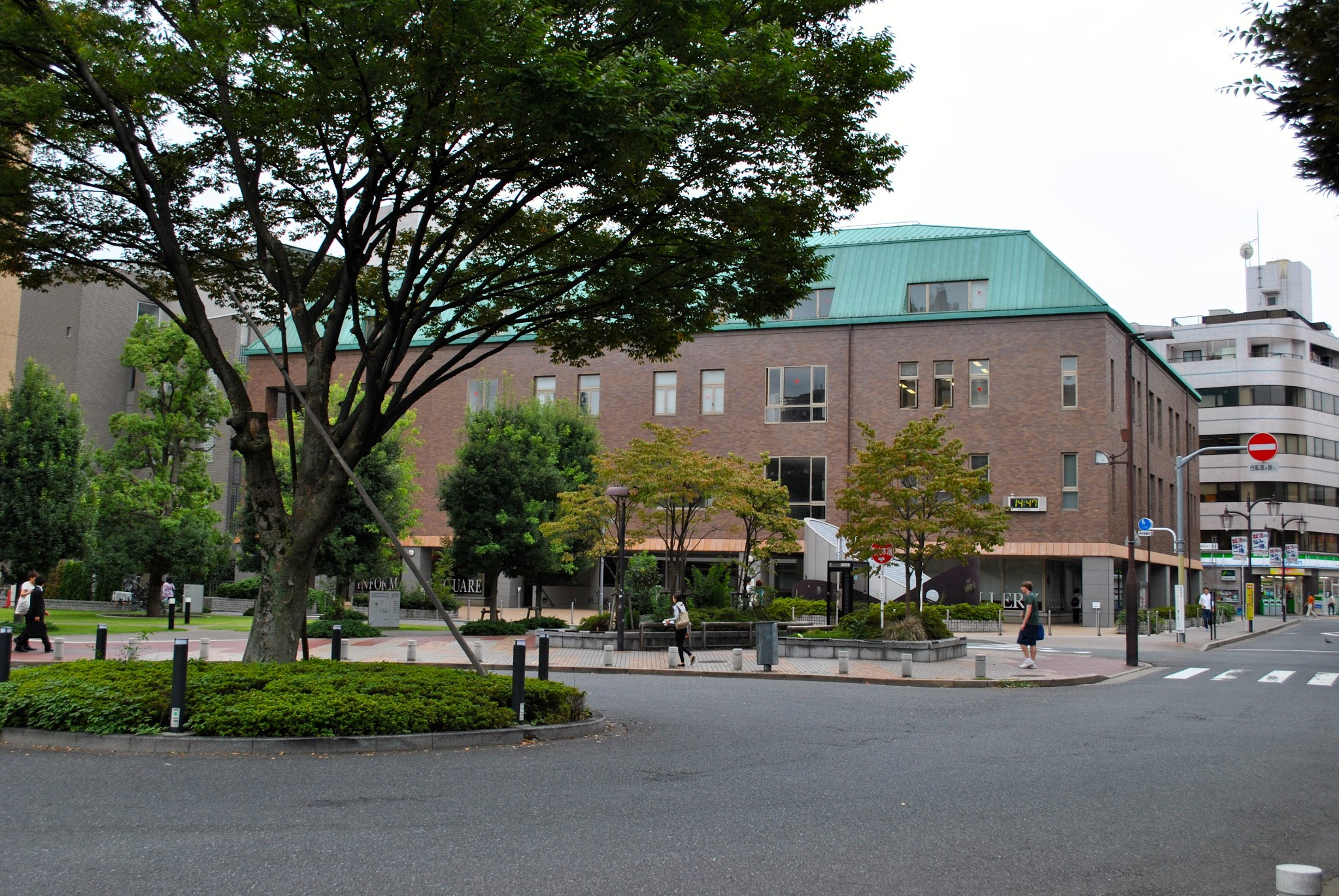
小野梓記念館

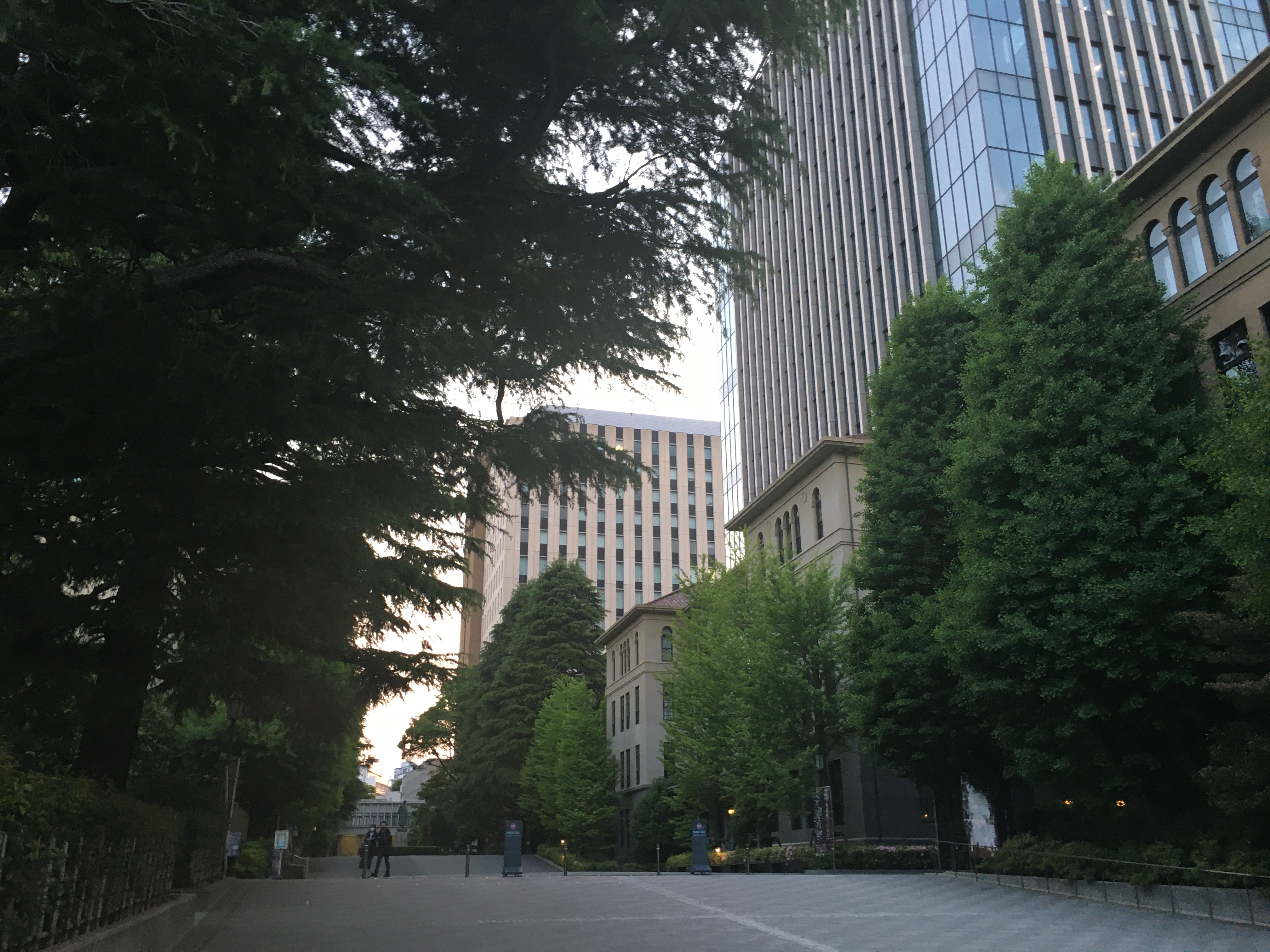
新3号館付近の光景

- 1882年 - 東京専門学校開校。

開校時の敷地は1,500坪ほどで、現在の正門の南半分と2号館の大部分が収まる程度に過ぎなかった。
- 1884年 - 大隈重信、飯田町雉子橋から早稲田に本邸を移す。
- 1887年 - 大隈重信の寄進により赤煉瓦の大講堂落成。
- 1897年 - 七徳堂（体育館）開館。創立15周年祝典に大隈重信臨席[3]。
- 1901年 - 教室と校門に電灯を設置。
- 1902年 - 早稲田大学に改称。図書館竣工。戸塚球場開設。
- 1907年 - 大隈重信、大学敷地の所有地寄附を表明。大隈像（初代）建立。
- 1911年 - 恩賜記念館竣工。
- 1922年 - 第二高等学院校舎（旧13号館）竣工（1998年に解体）。
- 1923年 - 関東大震災で旧講堂倒壊。
- 1925年 - 図書館（現2号館）竣工。学生会館開館。
- 1927年 - 大隈講堂竣工。
- 1928年 - 演劇博物館竣工。
- 1931年 - 文学部校舎（旧8号館）竣工（2002年に解体）。
- 1932年 - 大隈重信像（2代目、現在のもの）および高田早苗像建立。
- 1933年 - 本部校舎（旧3号館南側）竣工（2011年に解体）。武道館開館。
- 1934年 - 政・法校舎（旧3号館北側）竣工（2011年に解体）。キャンパス内の通路が舗装される。
- 1935年 - 専門部・高等師範部校舎（現1号館）竣工。大学正面入口から門柱・門扉を撤去（無門の門となる）。
- 1936年 - 理工学部実験室（応用化学科）竣工。
- 1937年 - 理工学部実験室（採鉱冶金学科）竣工。
- 1938年 - 商学部校舎（旧11号館）竣工（2006年に解体）。甘泉園を購入。
- 1945年 - 空襲により恩賜記念館などを焼失。
- 1950年 - 恩賜記念館跡地に共通教室校舎（現7号館）竣工。
- 1952年 - 共通教室校舎（現10号館）竣工。
- 1962年 - 文学部が新設の戸山キャンパスへ移転。
- 1963年 - 水稲荷神社と甘泉園の土地交換に関する契約締結。
- 1966年 - 15号館竣工。
- 1967年 - 16号館（教育学部）竣工。甘泉園の売却完了。
- 1969年 - 9号館竣工。
- 1970年 - 建物・校舎の号館表示を変更。
- 1971年 - 29号館(現17ー3号館)竣工。
- 1981年 - 体育厚生施設（17号館）竣工（旧武道館跡地）。
- 1987年 - 安部球場（旧戸塚球場）閉鎖。
- 1990年 - 大隈ガーデンハウス竣工。
- 1991年 - 総合学術情報センター（中央図書館・国際会議場）オープン。
- 1998年 - 14号館竣工。
- 2005年 - 新8号館竣工。
- 2008年 - 名称を「西早稲田キャンパス」から「早稲田キャンパス」へ改称[注 1]。
- 2009年 - 新11号館竣工。
- 2014年 - 新3号館竣工。
- 2015年 - 正門がバリアフリー化される。
- 2018年 - 早稲田大学歴史館開館（1号館1階）[4]。
- 2021年 - 早稲田大学国際文学館（村上春樹ライブラリー）開館[5]。
- 2022年 - 旧安部球場跡が日本野球聖地・名所150選に選定される[6]。

## 施設

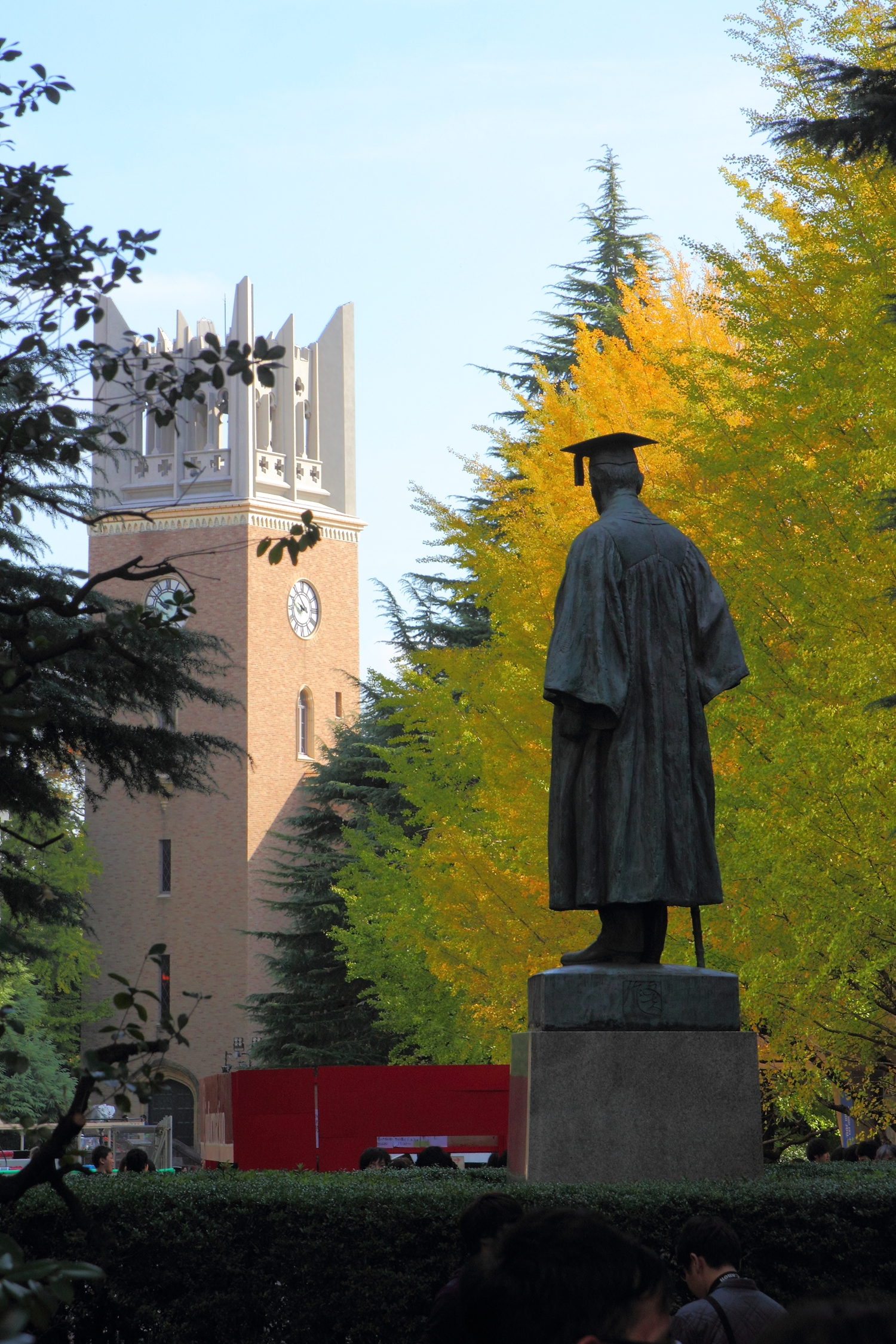
大隈講堂に向かって立つ大隈重信像

- 1号館（入学センター、現代政治経済研究所、歴史館[7]）
- 2号館（會津八一記念博物館、高田早苗記念図書館、大隈記念室）
- 3号館（政治経済学部）
- 4号館（国際文学館、通称：村上春樹ライブラリー）
- 5号館（坪内博士記念演劇博物館）
- 6号館（教育学部）
- 7号館（共通教室）
- 8号館（法学部）
- 9号館（共通教室、アジア研究機構）
- 10号館（共通教室）
- 11号館（商学部・国際教養学部）
- 12号館（社会科学部）
- 14号館（社会科学部・教育学部）
- 15号館（共通教室）
- 16号館（教育学部）
- 17号館（体育館、生協ライフセンター）
- 17-2号館（甘泉寮）
- 17-3号館（グランド坂食堂、教職員組合）
- 18号館（中央図書館、井深大記念ホール、国際会議場）
- 19号館（アジア太平洋研究センター）
- 19-2号館（早稲田リーガルクリニック）
- 19-3号館（インキュベーション推進室）
- 20号館（大隈会館）
- 21号館（大隈講堂）
- 22号館（インターナショナルセンター）
- 23号館（エクステンションセンター）
- 23-5号館（UNI.SHOP&CAFE 125）
- 24号館（遠隔教育センター）
- 25号館（大隈ガーデンハウス）
- 25-2号館（保健センター）
- 26号館（大隈記念タワー）
- 27号館（小野梓記念館）
- 27-8号館（社会連携推進室）
- 28号館（保育所「ポビンズナーサリー早稲田」）
- 29号館（語学教室棟）
- 29-2号館（エクステンションセンター別館）
- 29-6号館（早稲田大学自動車部）
- 29-7号館（国際情報通信研究科）
- 99号館（平山郁夫記念ボランティアセンター）
- 120号館（研究開発センター、旧早稲田実業学校校舎）
- 120-3号館（環境総合研究所）
- 120-4号館（研究戦略センター）
- 120-5号館（ナノ理工学研究機構）
- 大隈庭園
- 早稲田小劇場どらま館

## アクセス
- 東京メトロ東西線 早稲田駅から徒歩5分
- 東京メトロ副都心線 西早稲田駅から徒歩17分
- 山手線・ 西武新宿線 高田馬場駅から徒歩20分
- 都電荒川線 早稲田停留場から徒歩5分

## 備考
- 南門通りの大隈記念タワー（26号館）前に、2021年開催の東京オリンピックの金メダリストを称えるゴールドポスト（第78号）が設置されている[8]（ゴールドポストプロジェクト[9]）。